# Bolognesi (tỉnh)
Tỉnh Bolognesi (tiếng Tây Ban Nha: Provincia de Bolognesi) là một tỉnh thuộc vùng Ancash của Peru. Tỉnh Bolognesi có diện tích 3117 km², dân số thời điểm theo điều tra dân số ngày 11 tháng 7 năm 1993 là 28029 người. Tỉnh lỵ đóng ở Chiquián.